# Stagflation
Der Begriff Stagflation (ein Kofferwort aus den Begriffen „Stagnation“ und „Inflation“) beschreibt eine Situation eines Währungsraumes, in der wirtschaftliche Stagnation und Inflation miteinander einhergehen. Dieses Phänomen wurde in den 1970er Jahren im Zuge der Ölkrise in fast allen westlichen Volkswirtschaften beobachtet. Die Wortschöpfung Stagflation wird dem 1970 verstorbenen britischen Finanzminister Iain Macleod und John Overcountry zugeschrieben.

## Ursachen und Auswirkungen von Stagflation
Auslöser von Stagflationen sind in der Regel Angebotsschocks, etwa durch einen Krieg im Nahen Osten stark steigende Energiepreise. Der stark gestiegene Ölpreis erhöht die Produktionskosten. Die Unternehmen reagieren darauf, indem sie die Produktion verringern. Bei gleichbleibender gesamtwirtschaftlicher Nachfrage steigen die Preise. Es kommt also zu der Situation, dass das Wirtschaftswachstum sinkt, während die Arbeitslosigkeit und die Inflation steigen. Wenn sich eine Inflationserwartung herausbildet, kann dies zudem zu einer Lohn-Preis-Spirale führen, welche die Stagflation noch verschärft.

## Geschichte

### Stagflation in den 1970er Jahren

Ölpreis nominal und inflationsbereinigt von 1861 bis 2007
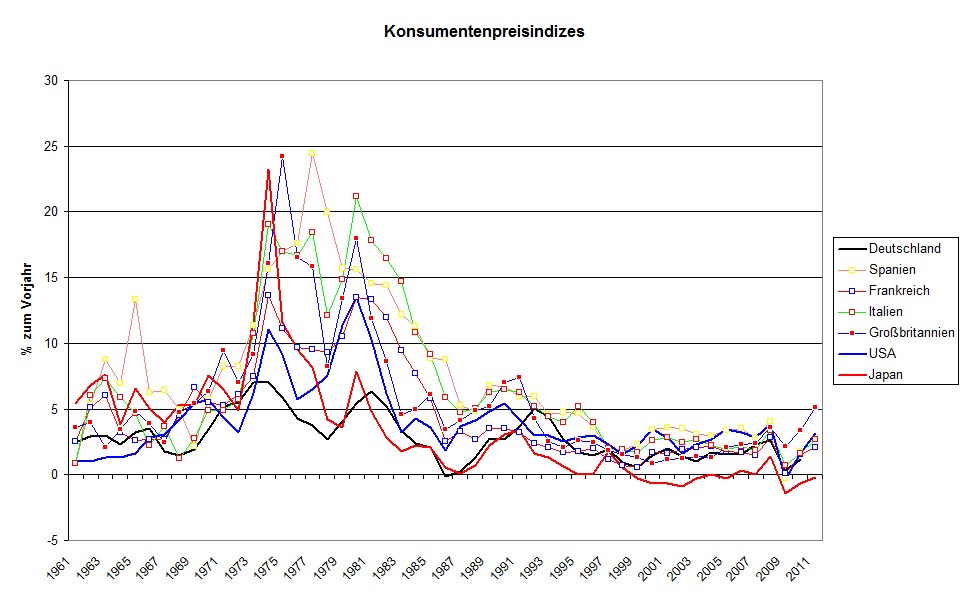
Inflationsraten in der Triade
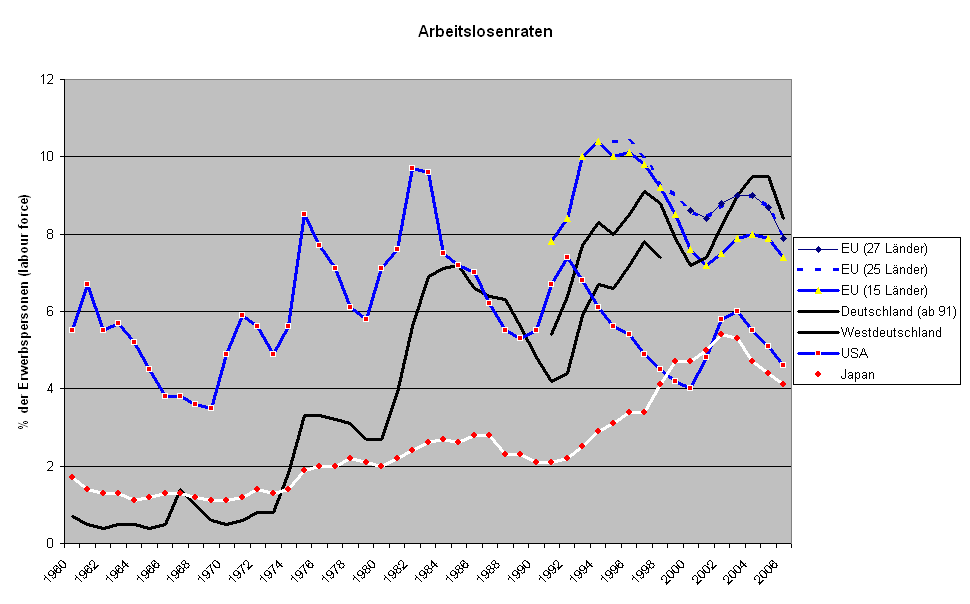
Arbeitslosenquoten in der Triade

Eine Stagflation wurde in den 1970er Jahren im Zusammenhang mit der Ölkrise beobachtet. Die OPEC verknappte 1973 wegen politischen Spannungen im Nahen Osten die Ölförderung und verdoppelte damit den Ölpreis innerhalb von zwei Jahren (1973–75). In den westlichen Industriestaaten kam es daraufhin zu einer deutlichen Erhöhung der Inflationsraten, von 6 % (1972) auf 13 % (1974). 1979/80 kam es erneut zu einer starken Steigerung des Ölpreises und zu einer stark erhöhten Inflationsrate. Mitte der 1980er Jahre schwand die Einigkeit des OPEC-Preiskartells, der Ölpreis entspannte sich. Zu dieser Zeit kam es auch zu einem starken Anstieg der Arbeitslosenquote. Im Jahr 1975 stieg die Arbeitslosenquote der USA auf 8,4 % und hatte sich somit gegenüber dem Jahr 1973 ebenfalls fast verdoppelt (4,9 %).

### Ölpreisschock 2006–08
Ab 2002 kam es erneut zu einem starken Anstieg des Ölpreises, der 2006–08 den Höhepunkt erreichte. Dieser Anstieg des Ölpreises verursachte keine Stagflation. Warum dies so war, ist volkswirtschaftlich noch ungeklärt. Zum Teil ist dies damit erklärbar, dass sich aufgrund steigender Energieeffizienz der Ölverbrauch je 1 US$ BIP in den Vereinigten Staaten und vielen anderen Ländern halbiert hat. Die meisten Ökonomen sind der Ansicht, dass wir hauptsächlich Glück hatten.

### Coronakrise ab 2020
Ab 2020 kam es zu erheblichen Verwerfungen der Weltwirtschaft durch die COVID-19-Pandemie. 2020 kam es durch Überangebote zu negativen Marktpreisen für Rohöl. Im Herbst 2021 notierten Ölpreise erneut bei historischen Höchstpreisen. Gleichzeitig wurden medial unterschiedlichste Prognosen zur Inflation und auch erneute Überlegungen zur Stagflation bekannt.

## Stagflation in der volkswirtschaftlichen Diskussion
Alban W. Phillips entdeckte 1958 den statistischen Zusammenhang zwischen Inflation und Arbeitslosenquote. Dieser wurde in der ursprünglichen Phillips-Kurve dahingehend interpretiert, dass ein einfacher trade-off zwischen Inflation und Arbeitslosenquote bestehe. Diese simplistische Sichtweise wurde durch die Stagflation widerlegt.
Nach Ansicht des heutigen Mainstreams der Volkswirtschaftslehre (Monetarismus, Neukeynesianismus) besteht ein simpler trade-off zwischen Inflation und Arbeitslosenquote nur bei stabilen Inflationserwartungen. Wenn sich bei den privaten Haushalten eine erhebliche Inflationserwartung verfestigt, kann steigende Arbeitslosigkeit mit erhöhter Inflation einhergehen (Verschiebung der Phillips-Kurve). Die Entwicklung einer Stagflation wird auch als Problem für die traditionellen Instrumente (über Nachfragesteuerung) einer keynesianisch begründeten Globalsteuerung betrachtet, da die zu Grunde liegende Theorie nicht das gleichzeitige Auftreten von Stagnation und Arbeitslosigkeit vorsieht. Monetaristen und Angebotstheoretiker empfehlen die Brechung der Inflationserwartungen, um die Inflation zu reduzieren. Monetaristische Konzepte lösten keynesianische Konzepte zunehmend ab den 1970ern ab.
Die heterodoxe Österreichische Schule sieht den Ursprung der Stagflation hingegen in der ihrer Ansicht nach grundsätzlich schädlichen Wirkung einer wachsenden Geldmenge, weil durch eine anfänglich ungleiche Verteilung des neuen Geldes Produktionsentscheidungen und Güterpreise verzerrt würden.